# Nakhal

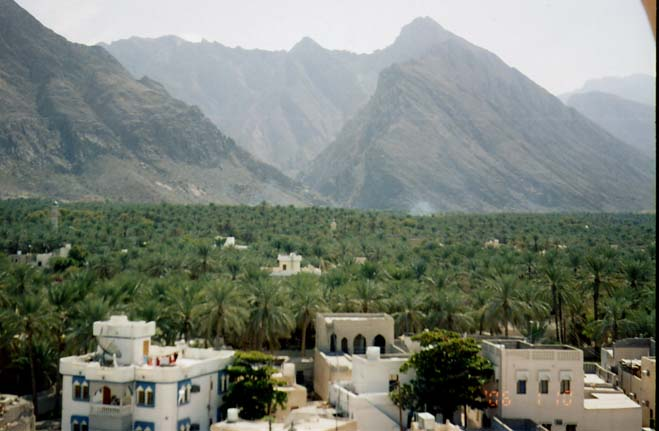
Nakhal

Nakhal (Arabisch: نخل) is een plaats in de regio Al Batinah van het Sultanaat Oman.
Het dorp is gebouwd rond een oase met een warmwaterbron, die Atawwarah genoemd wordt. De plaats ligt op ongeveer 120 kilometer ten westen van Masqat aan het einde van een doodlopende weg.

## Bezienswaardigheden
De plaats heeft bekendheid vanwege het fort uit de 17e eeuw, al bestaan er aanwijzingen dat het fort van veel oudere datum is. Het staat op een rotsachtige heuvel waardoor het een onregelmatig en langgerekt bouwpatroon heeft. Het gebouw werd in 1990 gerestaureerd en is nu een museum. Er zijn ontvangst- en voorraadruimten, keukens, kerkers en een militair kwartier. De torens bieden uitzicht over de omgeving en de hoogste etages waren gereserveerd voor de hoofdbewoners. De meubelcollectie van het museum geeft een indruk van het leven in het verleden.

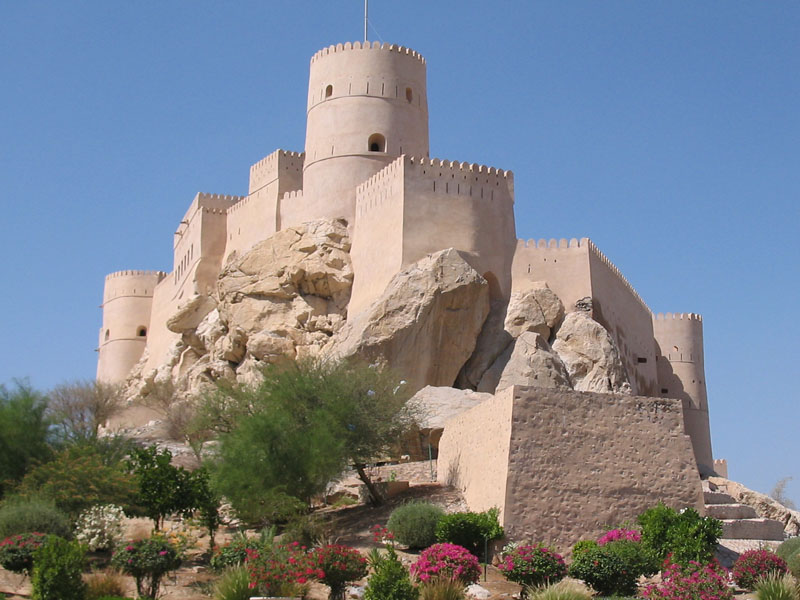
Fort Nakhal
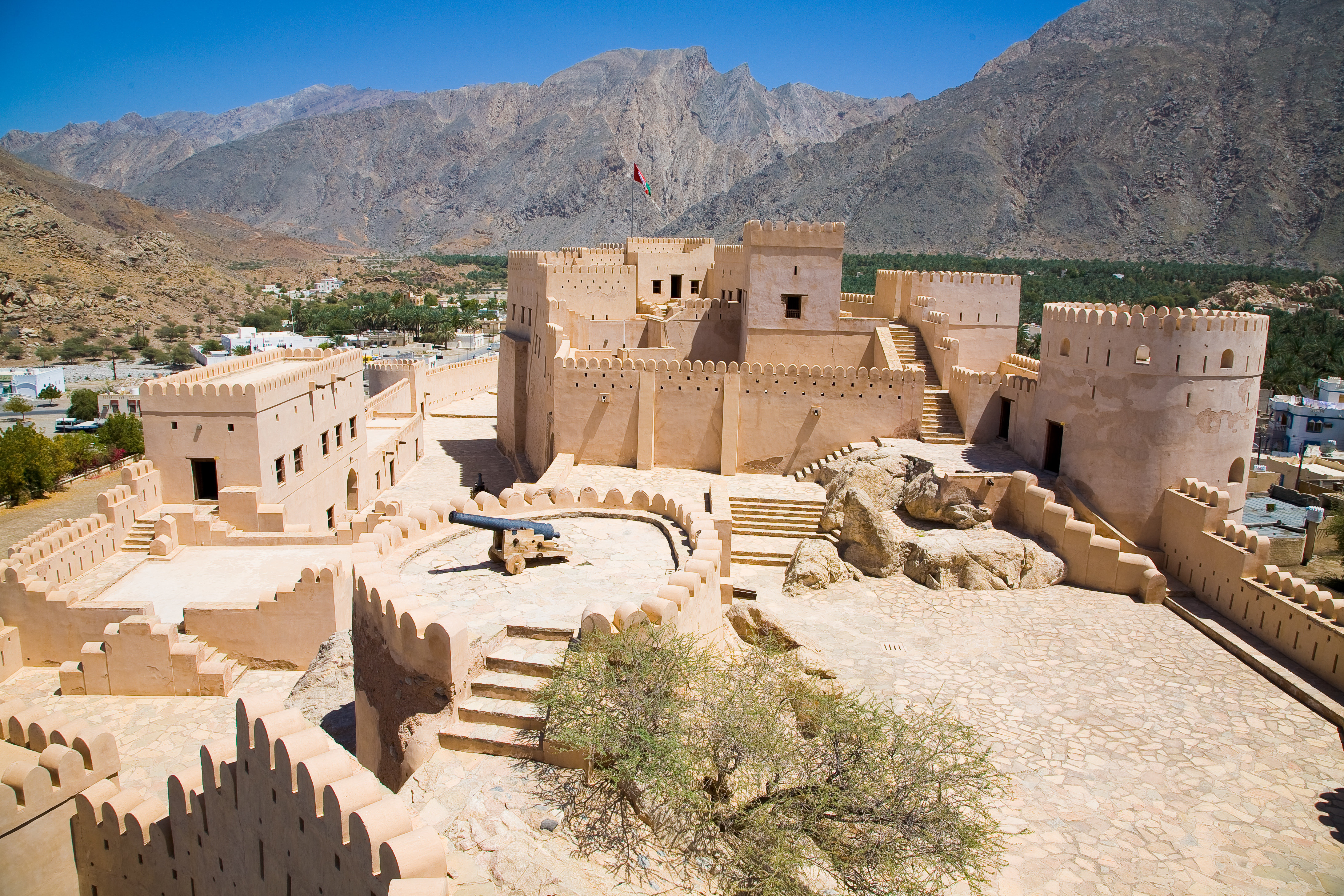
Binnenplaats Fort Nakhal